# سارا دان فاینر
سارا دان فاینر (به انگلیسی: Sarah Dawn Finer) (زاده ۱۴ سپتامبر ۱۹۸۱) خواننده سوئدی است.